# Хекс (игра)
Хекс (игра) је игра за две особе.

## Историјат
Измислио ју је Данац Пиет Хеим 1942. године док је још био студент теоријске физике. Независно од њега, 1948. године ју је осмислио и Џон Неш, пошто је дипломирао математику на Универзитету Принстон. Игра се првобитно звала Неш или Џон, с тим што се потоње име истовремено односило и на њеног изумитеља а и на чињеницу да се често играла на поплочаним подовима купаоница. Име Хекс је установљено 1952. године, када је комерцијалну верзију издала компанија за игре Паркер Брадерс.

## Прибор
Табла за хекс је квадратног облика и састоји се од 121 шестоугаоника (11x11 поља). Две странице припадају црном играчу, а друге две белом. Сваки играч има 61 (црну или белу) фигуру.

## Правила игре
Побеђује играч који први успе да споји своје две странице ромба, низом фигура, постављеним на шестоугаонике, једна до друге. Низ не мора бити прав, али мора бити непрекидан. Шестоугаоници који се налазе у четири угла ромба, припадају и једном и другом играчу. Играчи наизменично постављају своје фигуре на поља. Након што су фигуре постављене, не могу се више померати.
Сваки игач се труди да противнику прекине низ.